# Inferno - Canto terzo

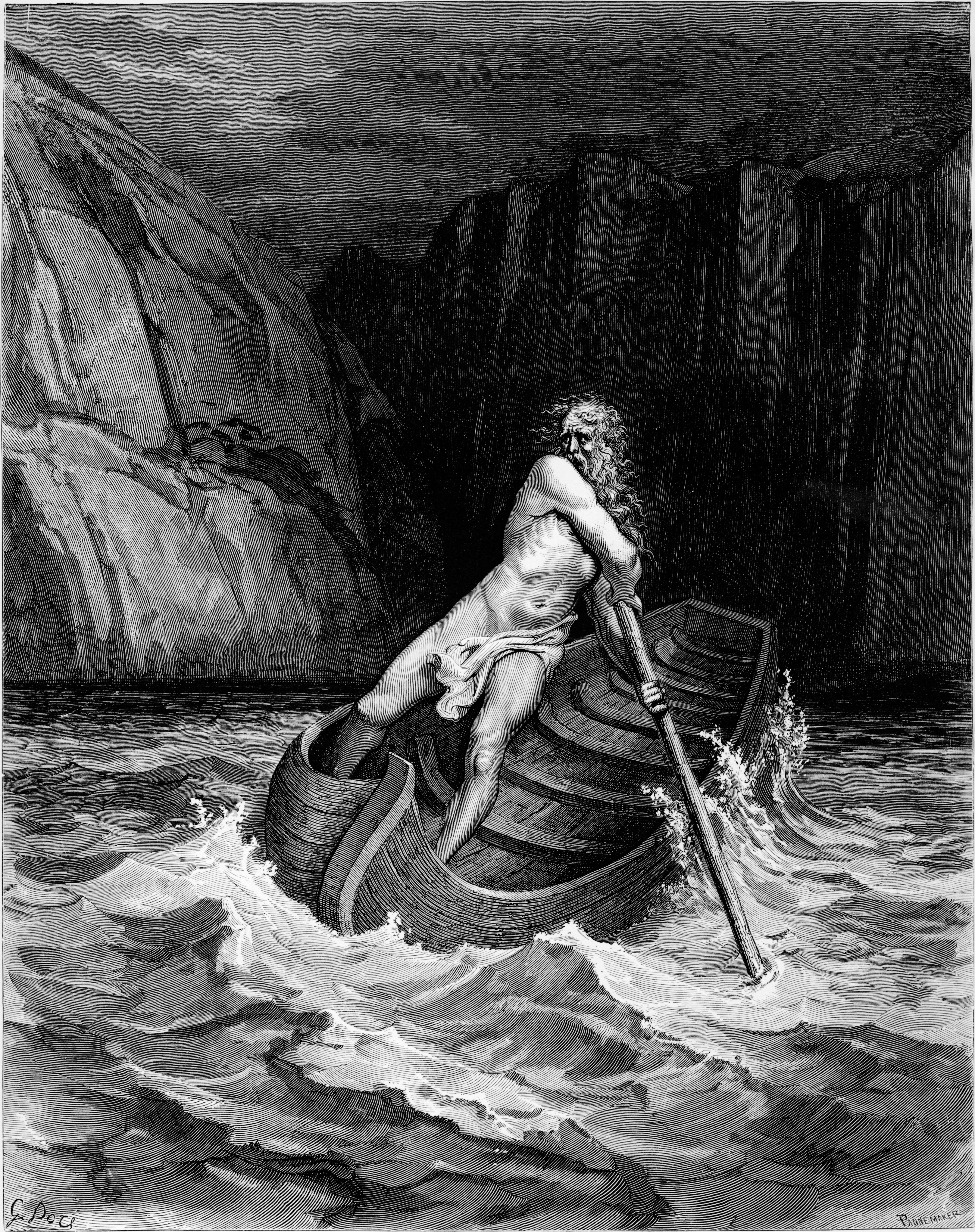
Caronte, illustrazione di Gustave Doré

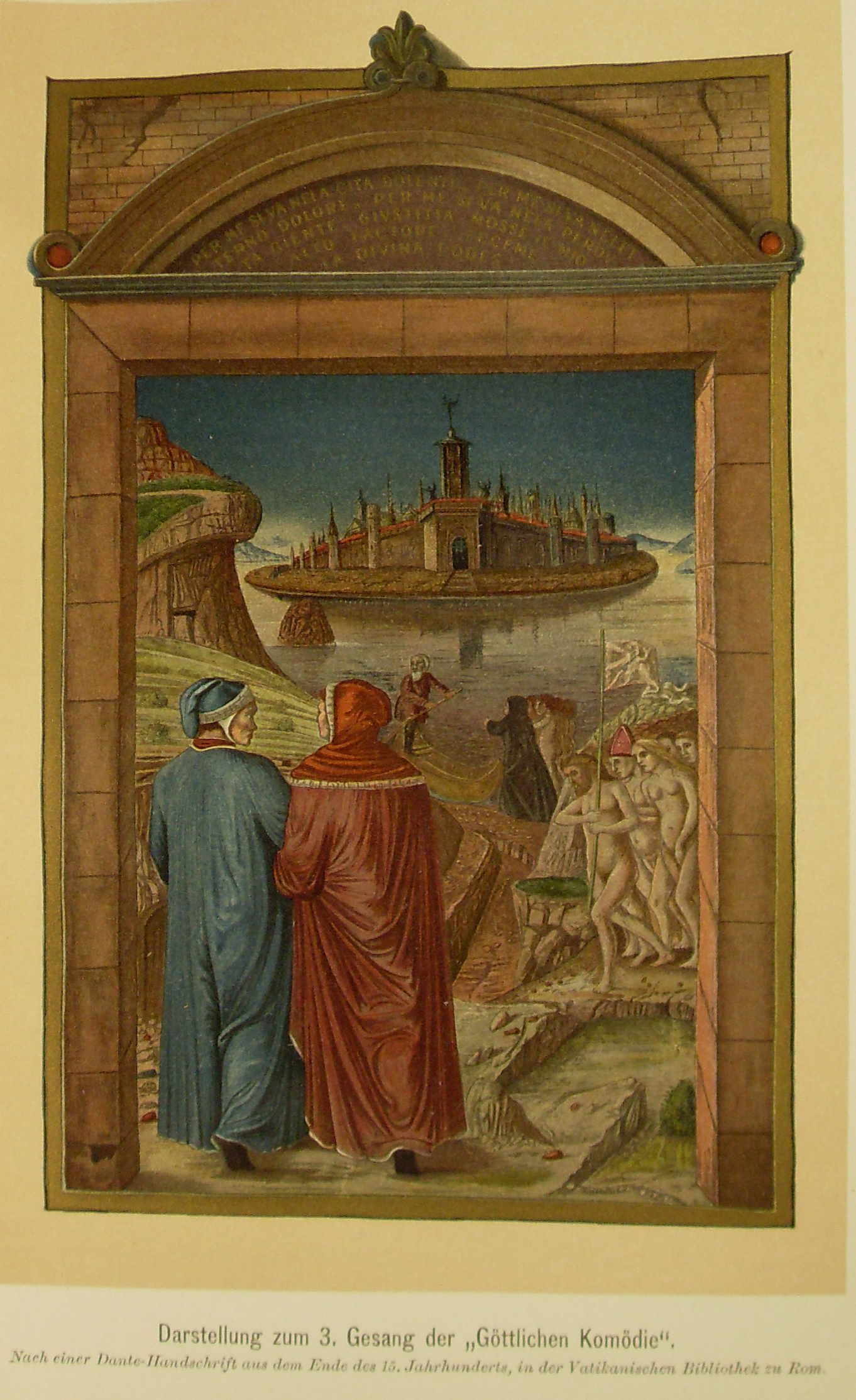
Il canto III

Il terzo canto dell'Inferno di Dante Alighieri si svolge nell'Antinferno, dove sono puniti gli ignavi, e poi sulla riva dell'Acheronte, primo dei fiumi infernali; siamo nella notte tra l'8 e il 9 aprile 1300 (Sabato Santo), o secondo altri commentatori tra il 25 e il 26 marzo 1300.  

## Incipit
(Anonimo commentatore dantesco del XIV secolo)

## Analisi del canto

### La porta dell'inferno vv. 1-21

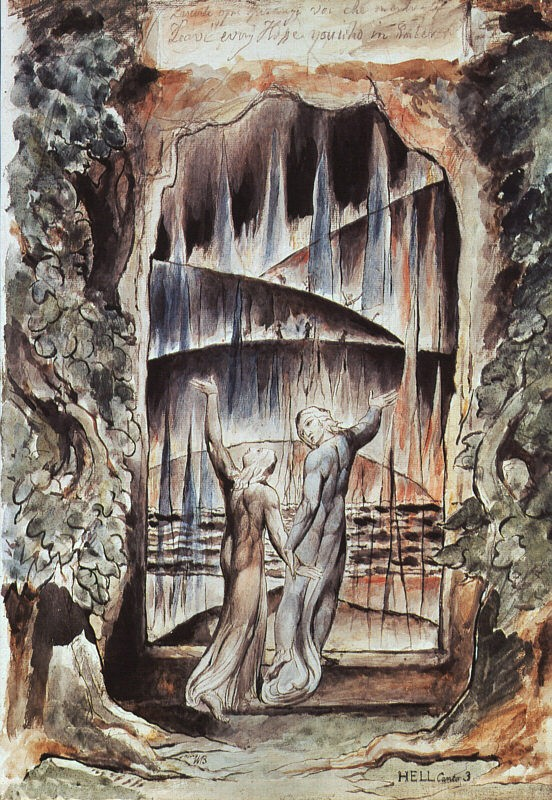
La porta dell'Inferno, immaginata da William Blake

Giustizia mosse il mio alto fattore: 
fecemi la divina podestate, 
 la somma sapïenza e 'l primo amore;
 
dinanzi a me non fuor cose create
 se non etterne, e io etterno duro.
 Lasciate ogne speranza, voi ch'intrate.

Queste parole di colore oscuro
vid'io [...] «Maestro, il senso lor m'è duro».

Ed elli a me, come persona accorta:

«Qui si convien lasciare ogne sospetto,

ogne viltà convien che qui sia morta.

Noi siam venuti al loco ov'i t'ho detto

che tu vedrai le genti dolorose

c'hanno perduto il ben de l'intelletto».

Poi che la sua mano a la mia puose

con lieto volto, ond'io mi confortai,

mi mise dentro a le segrete cose.»
(vv. 1-21)
Dante e Virgilio, dopo aver superato la selva oscura e aver scacciato le fiere, arrivano davanti alla porta dell’inferno, sovrastata da un’iscrizione che ammonisce che una volta superata si troveranno solo dolore e paura. L'iscrizione recita poi come essa fu costruita in funzione della giustizia della Trinità, indicata con i suoi attributi:
1. Divina podestate: Padre;
2. Somma sapienza: Figlio;
3. 'L primo amore: lo Spirito Santo.

Infine l'iscrizione come essa fu creata dopo che solo cose eterne furono create, per questo a sua volta essa è imperitura: si riferisce al fatto che l'Inferno fu creato dopo la caduta di Lucifero (che segnò l'inizio del male), prima della quale esistevano solo gli angeli, la materia pura, i cieli e gli elementi, tutte cose incorruttibili. Nella conclusione di lasciare ogne speranza la porta sottolinea come il viaggio dei dannati nell'Inferno sia di sola andata e riecheggia un analogo verso dell'Eneide della discesa di Enea nell'Averno (VI 126-129).
Dante, che ha riportato le parole dell'iscrizione come se esse si fossero pronunciate da sole, chiede poi a Virgilio una spiegazione del loro significato. Il maestro risponde che quello è il punto dove si deve lasciare ogni esitazione (sospetto) e titubanza, essendo il luogo del quale gli aveva già parlato, cioè dove sono punite le genti dolorose che hanno perduto Dio, il bene intellettuale per eccellenza. Poi Virgilio conforta Dante prendendolo per mano e mostrando un lieto volto: entrano così nelle segrete cose (cioè segregate, separate dal mondo dei vivi).

### Gli ignavi - vv. 22-69

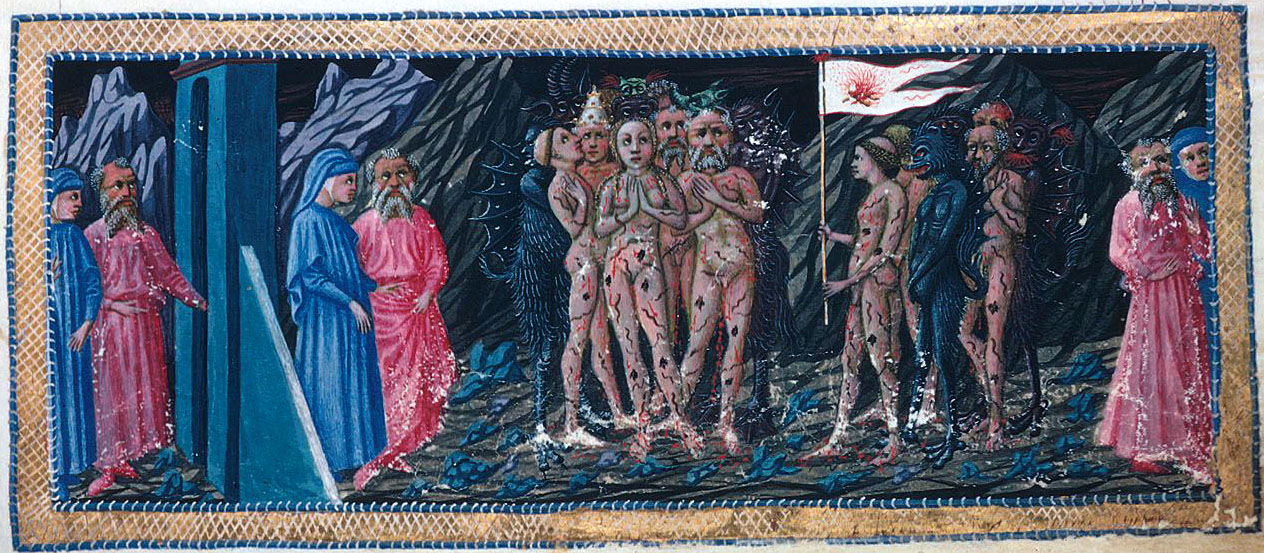
Illustrazione della prima parte del Canto III, Priamo della Quercia (XV secolo)

La prima impressione di Dante sull'Inferno è uditiva: sospiri, pianti e urla risuonano nell'aere sanza stelle (cioè senza cielo), per i quali Dante si commuove subito iniziando a piangere: in un crescendo di suoni egli ascolta parole di dolore, accenti d'ira, / voci alte e fioche, colpi di mano percosse, il tutto in una coltre atmosferica sanza tempo tinta, cioè dove non si riconosce nemmeno se è giorno o è notte, come in una tempesta di sabbia (come la rena quando turbo spira). Rispetto alla descrizione dei suoni dell'Averno dell'Eneide (VI 557-558) quella di Dante, sebbene chiaramente ispirata da essa, focalizza molto di più sullo sconforto che tali sensazioni procurano su Dante quale uomo vivo, piuttosto che sulla semplice registrazione esteriore di Virgilio.
Con la testa piena di error (di dubbi) Dante chiede allora a Virgilio che cosa siano questi suoni, questa gente che sembra così vinta dal dolore. Questo verso è ambiguo perché alcune versioni riportano anche "orror"; quindi se fosse buona la seconda evidentemente Dante aveva la testa piena di orrore.
Virgilio inizia così a spiegare il luogo nel quale si trovano, l'Antinferno, dove sono punite miseramente le tristi anime che vissero sanza 'nfamia e sanza lodo. Essi sono i cosiddetti ignavi, anime che in vita non operarono né il bene né il male
per loro scelta di vigliaccheria.
Tra questi uomini vi sono gli angeli che, al tempo della rivolta di Lucifero, non presero né la parte di Lucifero né quella di Dio, ma si ritirarono in disparte estraniandosi dai fatti della rivolta — un'invenzione puramente dantesca, ispirata forse da leggende popolari, che non ha echi precedenti né scritturali né nella patristica (per lo meno in quella pervenutaci).
Questi dannati sono cacciati dal cielo perché ne rovinerebbero lo splendore, e nemmeno l'inferno li vuole perché i dannati potrebbero gloriarsi rispetto ad essi, avendo essi almeno scelto, nella vita, da che parte stare, sia pure nel male.
Dante chiede anche perché essi si lamentino così forte e Virgilio gli risponde spiegando la loro pena: senza speranza di morire (terminando così il loro supplizio) essi hanno qui un'infima cieca vita che fa invidiar loro qualsiasi altra sorte; nel mondo non lasciarono alcuna fama, sdegnati anche da Dio (misericordia e giustizia li sdegna). Invita poi Dante a non parlare di loro, ma solo di osservarli e andare avanti nel cammino (non ragioniam di lor, ma guarda e passa).

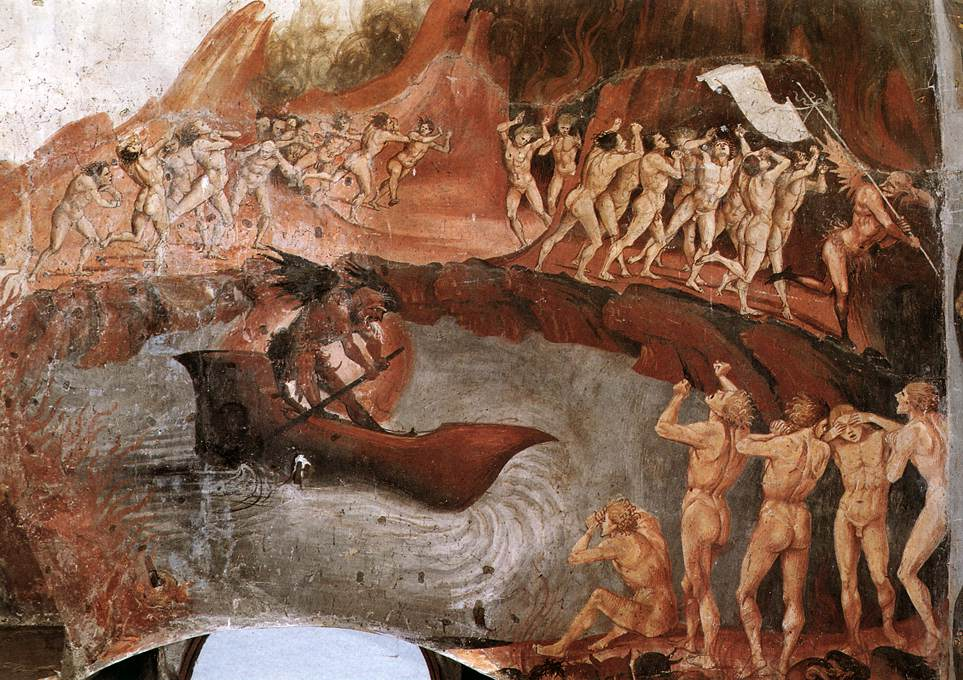
LAntinferno (1499-1502), Luca Signorelli, Cappella di San Brizio, Duomo di Orvieto

E mentre i due passano ignorandoli Dante descrive comunque la loro pena: essi inseguono una 'nsegna (in senso militare, come una bandiera, da alcuni interpretata, visto il tono del canto, come un cencio senza valore), che corre senza posa; sono una schiera così grande che Dante non avrebbe nemmeno mai creduto che la morte ne avesse mai uccisi così tanti.
Per contrappasso, sono condannati per l'eternità a correre nudi, tormentati da vespe e mosconi che rigano di sangue il loro corpo, ed ai loro piedi un tappeto di vermi che si nutrono delle loro lacrime miste al sangue (vv. 65-69): la pena è più degradante che dolorosa e Dante insiste sulla loro meschinità: loro che mai non fur vivi.
Con la tecnica del contrappasso, qui trovata per la prima volta, Dante riesce a creare immagini reali e rende al lettore i sentimenti che affiorano lenti fra le righe della Commedia, inquadrando l'opera della giustizia divina. Interessante notare come questi peccatori siano disprezzati sia da Virgilio, che dice a Dante di passare senza degnarli di uno sguardo, sia dai diavoli che non li accettano neanche nel vero e proprio inferno.
Il disprezzo del poeta verso questa categoria di peccatori è massimo e completo, perché chi non seppe scegliere in vita, e quindi schierarsi da una parte o dall'altra, nella morte resterà un "paria" costretto a rincorrere una bandiera che non appartiene a nessun ideale.
Tanto accanimento si spiega, dal punto di vista teologico, perché la scelta fra Bene e Male deve obbligatoriamente essere fatta, secondo la religione cattolica. Dal punto di vista sociale, inoltre, nel Medioevo lo schieramento politico e la vita attiva all'interno del Comune erano quasi sempre considerate tappe fondamentali ed inevitabili nella vita di un cittadino. Se l'uomo è un essere sociale, chi si sottrae ai suoi doveri verso la società non è degno, secondo la riflessione dantesca, di stima ed ammirazione.

#### Ilgran rifiuto
vidi e conobbi l'ombra di colui
che fece per viltade il gran rifiuto.»
Dante nota tra le anime "colui che fece per viltade il gran rifiuto", ma non lo nomina: questa persona potrebbe essere identificata come Celestino V, Giano della Bella, Esaù, Ponzio Pilato o anche un personaggio puramente simbolico. A sostegno della prima ipotesi si considera che Dante quando cita persone senza nominarle spesso è perché erano così famose da essere sufficiente un'allusione a inquadrarle. Infatti i principali commentatori suoi contemporanei indicano Celestino V come artefice del "gran rifiuto" e anche i miniaturisti dipingevano di solito una figura con la tiara in capo.
A partire da Benvenuto da Imola però si mise in dubbio questo riconoscimento, che da quel momento in poi perse quasi totalmente il favore dei critici danteschi, anche per il cambiamento di valutazione circa Pietro da Morrone a partire dall'apologia che ne fece Francesco Petrarca nel De vita solitaria; inoltre nel 1313 Celestino V fu canonizzato, quando Dante era ancora in vita. Nonostante ciò Dante forse potrebbe aver voluto sottolineare comunque il suo giudizio negativo contro Celestino e contro Papa Clemente V che l'aveva beatificato, lasciando comunque l'indeterminatezza del nome mancante.
Ad oggi la critica non sembra identificare il personaggio in modo concorde, scartando l'ipotesi che si tratti di Ponzio Pilato.

### Il fiume Acheronte e Caronte - vv. 70-129

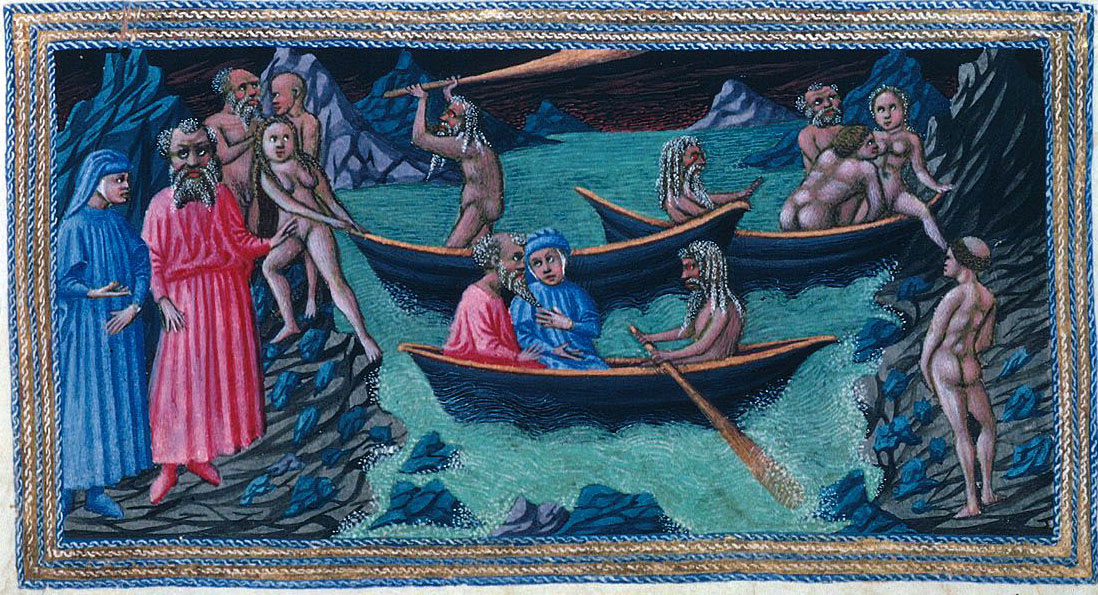
Illustrazione della seconda parte del Canto III, Priamo della Quercia (XV secolo)

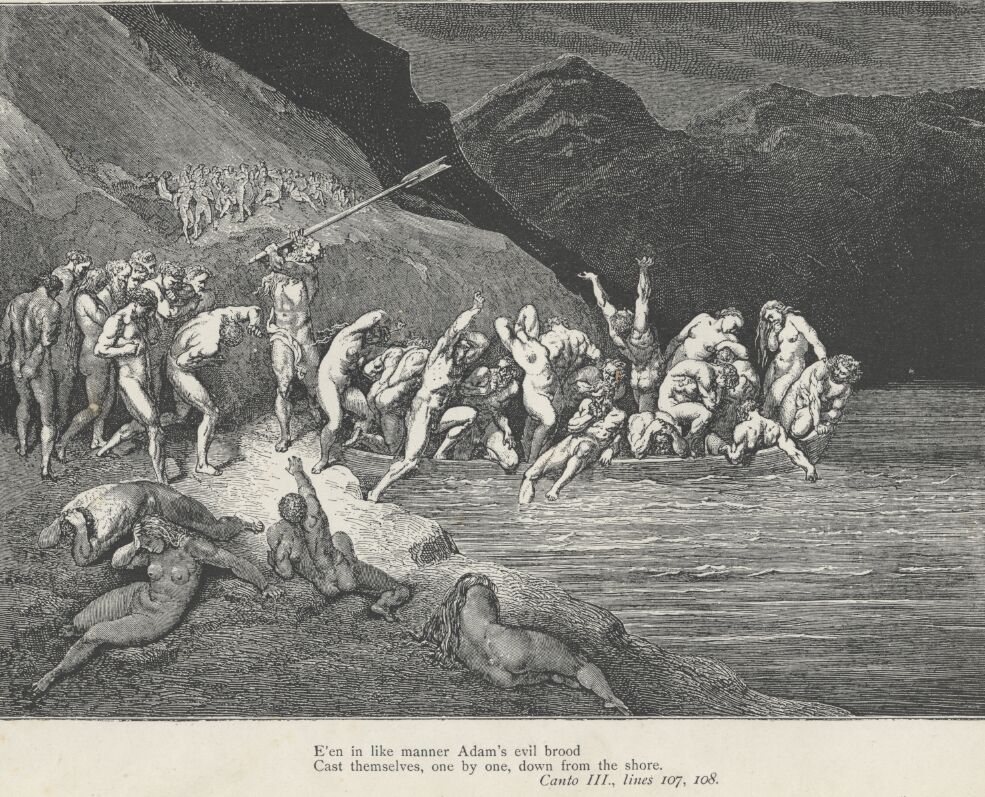
Caronte spinge le anime nella barca, illustrazione di Paul Gustave Doré

Guardando oltre Dante vede delle genti assiepate sulla riva di un grande fiume, pronte a attraversarlo, e chiede a Virgilio chi siano: ciò però gli sarà raccontato solo quando arriveranno alla trista riviera dell'Acheronte. Dante allora si vergogna della sua impazienza e con li occhi vergognosi e gravi si astiene dal parlare fino alla riva.
Ecco che arriva una barca (o nave) guidata da un vecchio, canuto per antico pelo (per la vecchiaia avanzata) che grida "Guai a voi anime prave! (malvagie)". La descrizione di Caronte, il traghettatore di anime, è mediata da quella che ne dà Virgilio nell'Eneide (VI 298-304), ma Dante dà solo dei tratti più concisi e carichi di significato rispetto alla descrizione più completa e statica del poeta latino.
Segue poi l'invettiva di Caronte che sconforta le anime e sottolinea l'eternità della loro pena: (parafrasi) "Non sperate mai più di rivedere il cielo. Io vi porto sull'altra riva nel buio eterno, nel fuoco o nel gelo" (allusione alle pene infernali). Poi si rivolge direttamente a Dante dicendogli che, in quanto anima viva, deve separarsi dai morti; ma Dante esita. Allora Caronte gli dice che questa non è la barca adatta a lui: gli spetta un altro lieve legno che lo porti a una spiaggia (quella del Purgatorio).
Allora Virgilio gli parla dicendogli di non crucciarsi (e pronunciando il nome Caròn per la prima volta): Vuolsi così colà dove si puote / ciò che si vuole e più non dimandare
(Par. "Sia fatto ciò che nel cielo Empireo è stato ordinato, e non importi più").
Allora le lanose gote del traghettatore si quietano, ma non gli occhi come cerchiati di fuoco.
Le anime dei nuovi dannati, stanche e nude, nel frattempo, dopo aver sentito l'invettiva di Caronte, sbiancano dalla paura, battono i denti e bestemmiano Dio, i loro genitori, la specie umana e il luogo, l'ora, la stirpe e il seme che li aveva generati.
Poi si raccolgono tutte assieme piangendo, in quella riva del male dove va a finire chi non teme Dio; Caronte dimonio con occhi come brace le fa raggruppare e batte con il remo chiunque rallenta: così come le foglie in autunno cadono una dopo l'altra finché il ramo resta spoglio, così quel mal seme d'Adamo, la stirpe dei dannati, partono dalla spiaggia ed entrano nella barca a una a una, come uccello ammaestrato richiamato dal segnale (nella falconeria). Passano poi il fiume torbido (l'onda bruna) e nel frattempo un'altra nuova schiera si è già adunata dall'altra parte.
Adesso Virgilio giudica il momento opportuno per la spiegazione: tutti quelli che muoiono in ira a Dio convengono in quel luogo da ogni paese; la giustizia divina li sprona a passare questo fiume, così che anche il loro timore diventa attesa e desiderio; Caronte si lagnava di Dante perché qui mai è passata un'anima buona, perciò questo è quello che voleva dirgli. Virgilio quasi sottintende che vi è una legge divina che vieta a coloro che non sono dannati di salire sulla barca per passare l'Acheronte, infatti, anche nel caso di Dante, sembra per coerenza mantenere questa legge, in quanto nonostante Dante oltrepassi comunque il fiume, la sua salita nella barca non viene raccontata, quasi a lasciar intendere che il suo passaggio è avvenuto in maniera diversa lasciata a qualsiasi immaginazione del lettore.

### Terremoto e svenimento di Dante - vv.130-136

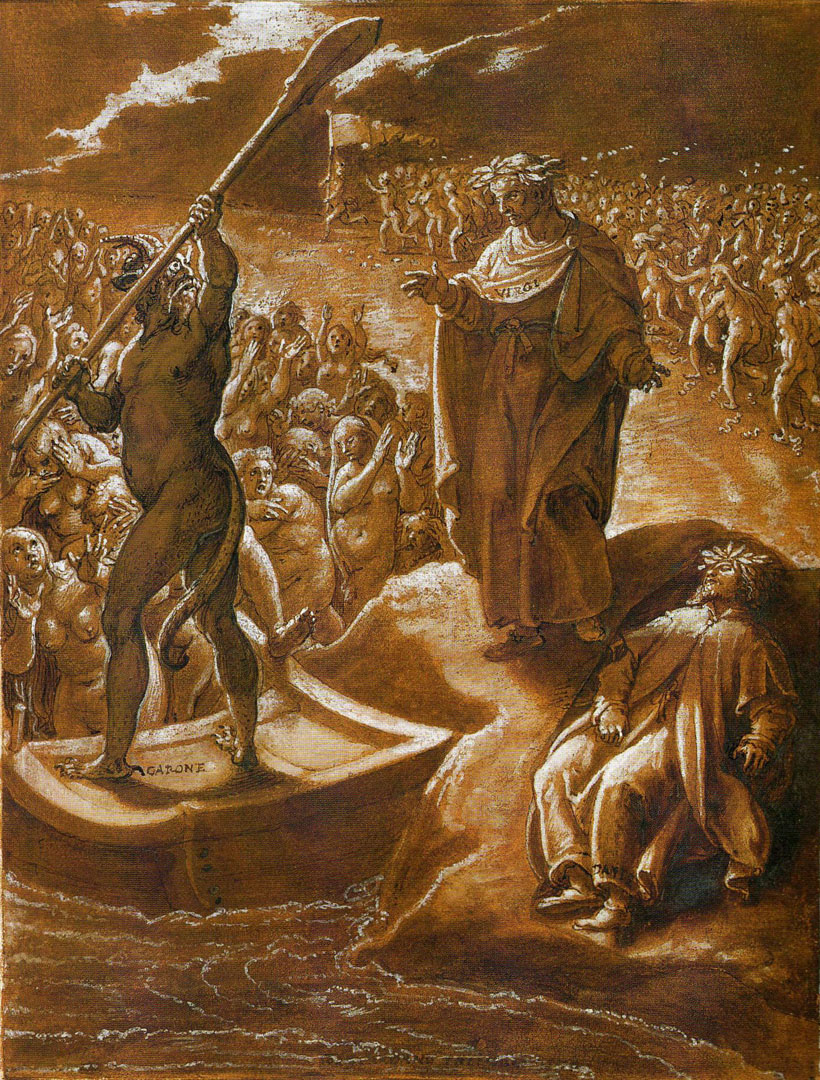
Canto 3, Giovanni Stradano, 1587

Virgilio ha appena finito di parlare quando la terra buia trema, ma così forte che solo a ripensarci al Dante-narratore si bagna ancora la fronte di sudore.
Dalla terra imbevuta di lacrime fuoriescono sbuffi di vapore e un fulmine rosso balena nell'aria: ciò vince ogni senso in Dante ed egli sviene come uomo che cade nel sonno.
Secondo Aristotele e la scienza a lui contemporanea si riteneva infatti che i terremoti fossero causati da forti correnti di vento presenti nel sottosuolo, i quali, dilatati dalle fonti di calore non trovassero via d'uscita verso l'alto e l'esterno.
Inoltre questi fatti hanno una riconducibilità alla Scrittura, dove molto spesso il verificarsi di fenomeni naturali quali terremoti, venti, lampi e tuoni erano dovuti alla discesa di Dio che irrompeva nella storia.
All'inizio del prossimo canto Dante rinverrà al rumore del tuono di quello stesso lampo e si troverà in maniera sovrannaturale dall'altra parte del fiume: quest'espediente gli permette di passare l'Acheronte senza essere un dannato e mostra come Dante ammetta di tanto in tanto elementi sovrannaturali nel suo viaggio; essi sono dopotutto espressione del volere divino, che, vedremo spesso, nel regno dell'oltretomba spesso contravviene a suo piacimento a quelle leggi naturali che esso stesso ha posto nel mondo dei vivi.